# Трава у дома
«Трава́ у до́ма» — песня Владимира Мигули на стихи Анатолия Поперечного. Наибольшую известность получила в исполнении группы «Земляне». Песня стала лауреатом XIII Всесоюзного телевизионного фестиваля советской песни «Песня-83». В просторечии песню также часто называют по первым строчкам текста — «Земля в иллюминаторе».
В 2009 году решением «Роскосмоса» песне был присвоен официальный общественный статус «Гимна российской космонавтики». Сертификат, свидетельствующий о присвоении песне статуса гимна, был вручён бывшему солисту группы «Земляне» Сергею Скачкову. Документ подписал руководитель Центра подготовки космонавтов имени Гагарина, Герой Советского Союза и Российской Федерации Сергей Крикалёв.

## История создания
Первоначальное стихотворение, которое позже было переделано под лирику песни, носило то же название — «Трава у дома», и было написано про тоску об отчем доме, в частности, в нём фигурировали такие образы, как «трава», «сарай», и «глаза коровы». В этой первой версии стихотворения космонавты не упоминались и не подразумевались. В дискуссии Владимира Мигули, решившего написать песню ко Дню космонавтики в 1982 году, и поэта Анатолия Поперечного было решено выбрать и переделать именно это стихотворение. Впоследствии песня стала гимном советских космонавтов.
12 апреля 1982 года автор Владимир Мигуля впервые исполнил эту песню на передаче «Притяжение Земли», при этом её аранжировка заметно отличалась от варианта, завоевавшего популярность позже в исполнении группы «Земляне» (вокал Сергея Скачкова).
По словам Сергея Скачкова, идея аранжировки припева пришла к группе во время просмотра концерта Клиффа Ричарда, когда звучала песня Devil Woman.

## Признание
Песня приобрела наибольшую популярность по сравнению с другими песнями об освоении космического пространства, такими как «Я верю, друзья» в исполнении Владимира Трошина, «Он сказал — поехали…» в исполнении Юрия Гуляева, «Мы — дети Галактики…» и т. п.
Была использована в 14-й серии известного советского мультфильма «Ну, погоди!», а также во множестве художественных фильмов для создания соответствующей атмосферы эпохи 1980-х годов. Эту песню под акустическую гитару исполнял главный герой художественного фильма «Курьер» (1986) Иван, дуэтом вместе со своей мамой.

Песню настолько полюбили космонавты, что она стала их неофициальным гимном, частью их специфических космических ритуалов, обрядов и традиций. С давних пор «Трава у дома» в исполнении «Землян» неизменно звучит перед каждым стартом космического корабля, когда экипаж выходит из гостиницы к автобусу, который затем отвозит их на взлётную площадку космодрома.
В 1995 году на выпускающем рекорд-лейбле «ZeKo Records» вышел официальный альбом лучших песен группы «Земляне» под общим названием «Трава у Дома» (CD / MC), включавший в себя и оригинальную версию этой песни в студийной записи 1983 года.
25 ноября 2009 года состоялся торжественная церемония-концерт под названием «Эта песня стала гимном», посвященная 75-летию со дня рождения Юрия Гагарина и 30-летию песни «Трава у дома» с участием многих артистов звёзд эстрады, российских космонавтов и различных общественных деятелей, организованный продюсерским центром Сергея Скачкова НП ЦДЮТ «Земляне». На этом концерте решением «Роскосмоса» песне «Трава у дома», давно заслуженно являвшейся неофициальным гимном советской космонавтики, был присвоен и официальный общественный статус «Гимна российской космонавтики».
10 декабря 2010 на благотворительном концерте «Поверь в мечту», организованном в поддержку российских детей, больных онкологическими и офтальмологическими заболеваниями, который состоялся в Ледовом дворце Санкт-Петербурга, «Земляне» исполнили «Траву у дома» вместе с другими гостями этого вечера — мировыми знаменитостями зарубежной музыки и кино, а также с Председателем Правительства РФ Владимиром Путиным. Кадры этого совместного выступления позднее вошли в официальный видеоклип группы на эту песню, появившийся в телеэфирах в 2012 году.
В 2012 году был отснят и появился в эфирах музыкальных телеканалов официальный анимационный видеоклип на эту песню от основного её исполнителя, вокалиста Сергея Скачкова и музыкантов НП ЦДЮТ «Земляне».
В октябре 2021 года «Земляне» исполнили «Траву у дома» в честь возвращения «киноэкипажа» с Международной космической станции. Выступление состоялось на ВДНХ возле ракеты-носителя «Восток».
Существует огромное множество всевозможных ремиксов и кавер-версий исполнения песни «Трава у дома», в том числе от известных исполнителей и звёзд российской и зарубежной эстрады, таких как: «Приключения Электроников» (альбом «Земля в иллюминаторе», 2003 год), группа «Звери» и группа «Земляне» (совместное исполнение на MTV «RMA — 2005».), группа «Ассорти», «Фабрика звёзд 2», Сергей Скачков и Дидье Маруани с группой «Space» («Государственный Кремлёвский дворец» 12 апреля 2011), Александр Пушной, дуэт Юлии Савичевой и Стаса Пьехи, группа Би-2 (эта версия песни вошла в саундтрек отечественной фантастической киноленты под названием «Страна чудес», российская премьера которой состоялась 31 декабря 2015 года). «Трава у дома» часто исполнялась в совместных концертных программах Сергея Скачкова с Куртом Хауэнштайном (Supermax), аудиоверсия их дуэтного исполнения песни в 2009 году также вышла на совместном студийном альбоме «Земляне & Supermax / Sergey Skachkov & Kurt Hauenstein». В 2016 году, к 55-летию полёта Гагарина, был снят музыкальный видеоклип на новую кавер-версию песни, с новым частично изменённым текстом, в этом видеоклипе песню исполнили: «Земляне», Лев Лещенко, Денис Майданов, Олег Газманов, Денис Клявер, Лолита, Юлианна Караулова и Анастасия Задорожная. В 2017 году в качестве саундтрека песня вошла в художественный фильм «Салют-7».
Композиция «Трава у дома» была использована в рекламных роликах компании «Мегафон», лекарственного средства «Троксевазин» и картофельного пюре «Роллтон»[значимость факта?].
Оригинал и ремикс «Трава у дома» используется в качестве саундтрека к компьютерной игре Atomic Heart.

## Переводы на другие языки
31 мая 2020 года, в день первого запуска пилотируемого корабля компании SpaceX, хитом в российском сегменте Интернета стал модифицированный ролик группы «Земляне» с песней «Трава у дома». В рамках его создания была применена технология deepfake, которая позволяет на видеомонтаже наложить лицо одного человека на лицо другого: лицо Илона Маска наложили на лицо гитариста группы «Земляне» Игоря Романова. В интервью радиостанции «Говорит Москва» лидер группы «Земляне» Сергей Скачков положительно отозвался о ролике с наложенным лицом Илона Маска и пожелал, «чтобы песню пели все: китайцы, японцы».
В апреле 2020 года незарегистрированная российская политическая партия ВКПБ сообщила о переводе песни «Трава у дома» на японский язык. 14 апреля 2021 года в российской газете «Биробиджанер штерн» был опубликован перевод песни на идиш. Интернет-вариант статьи сопровождается ссылкой на видеоролик с исполнением песни в переводе и содержит также литературный перевод на английский.